# Bespredel
Bespredel (Беспредел) è un film del 1989 diretto da Igor' Aronovič Gostev.

## Trama
Il film racconta i "giochi crudeli" dei prigionieri e l'importante ruolo dell'amministrazione, che li controlla utilizzando un sistema di denuncia.